# Кулішівська сільська рада (Сокирянський район)
Куліші́вська сільська́ ра́да — адміністративно-територіальна одиниця та орган місцевого самоврядування в Сокирянському районі Чернівецької області. Адміністративний центр — село Кулішівка.

## Загальні відомості
- Населення ради: 1 080 осіб (станом на 2001 рік)

## Населені пункти
Сільській раді були підпорядковані населені пункти:
- с. Кулішівка

## Склад ради
Рада складалася з 16 депутатів та голови.
- Голова ради: Харабара Галина Іванівна
- Секретар ради: Сідляр Світлана Борисівна

### Керівний склад попередніх скликань
| Прізвище, ім'я, по батькові | Основні відомості                                                                             | Дата обрання | Дата звільнення |
| --------------------------- | --------------------------------------------------------------------------------------------- | ------------ | --------------- |
| Білянін Іван Петрович       | Сільський голова, 1952 року народження, член Соціал-демократичної партії України (об'єднаної) | 26.03.2006   | 31.10.2010      |
| Харабара Галина Іванівна    | Сільський голова, 1964 року народження, освіта вища, член Української Народної Партії         | 31.10.2010   |                 |

Примітка: таблиця складена за даними сайту Верховної Ради України

### Депутати
За результатами місцевих виборів 2010 року депутатами ради стали:

#### За суб'єктами висування
| Суб'єкт висування                                       | Кількість обраних депутатів | %    |
| ------------------------------------------------------- | --------------------------- | ---- |
| Самовисування                                           | 11                          | 68,8 |
| Політична партія Всеукраїнське об'єднання «Батьківщина» | 5                           | 31,3 |

#### За округами
| № округу                                                | Прізвище, ім'я, по батькові      | Дата визнання обраним | Освіта             | Партійна приналежність                        | Відомості про обраного депутата                                          |
| ------------------------------------------------------- | -------------------------------- | --------------------- | ------------------ | --------------------------------------------- | ------------------------------------------------------------------------ |
| Політична партія Всеукраїнське об'єднання «Батьківщина» |                                  |                       |                    |                                               |                                                                          |
| 3                                                       | Бєлянін Людмила Іванівна         | 11.11.2010            | вища               | член Всеукраїнського об'єднання «Батьківщина» | Кулішівська сільська рада, соціальний працівник                          |
| 6                                                       | Ловчий Артур Дмитрович           | 11.11.2010            | вища               | член Всеукраїнського об'єднання «Батьківщина» | Кулішівський НВК                                                         |
| 11                                                      | Андронік Світлана Василівна      | 11.11.2010            | середня спеціальна | член Всеукраїнського об'єднання «Батьківщина» | тимчасово не працює                                                      |
| 14                                                      | Сімоніка Інна Іванівна           | 11.11.2010            | середня спеціальна | член Всеукраїнського об'єднання «Батьківщина» | Територіальний центр, соціальний працівник                               |
| 16                                                      | Казімірова Галина Мухаматнурівна | 11.11.2010            | середня спеціальна | член Всеукраїнського об'єднання «Батьківщина» | Кулішівська амбулаторія загальної практики — сімейної медицини, акушерка |
| Самовисування                                           |                                  |                       |                    |                                               |                                                                          |
| 1                                                       | Харабара Ольга Василівна         | 11.11.2010            | вища               | позапартійна                                  | пенсіонер                                                                |
| 2                                                       | Федороса Людмила Петрівна        | 11.11.2010            | середня            | позапартійна                                  | тимчасово не працює                                                      |
| 4                                                       | Аузяк Марія Іванівна             | 11.11.2010            | середня            | позапартійна                                  | пенсіонер                                                                |
| 5                                                       | Аузяк Людмила Іванівна           | 11.11.2010            | вища               | позапартійна                                  | тимчасово не працює                                                      |
| 7                                                       | Погребняк Тетяна Борисівна       | 11.11.2010            | середня спеціальна | член Всеукраїнського об'єднання «Батьківщина» | Кулішівська сільська рада, касир                                         |
| 8                                                       | Аузяк Світлана Василівна         | 11.11.2010            | середня спеціальна | позапартійна                                  | тимчасово не працює                                                      |
| 9                                                       | Сідляр Світлана Борисівна        | 11.11.2010            | вища               | позапартійна                                  | Кулішівська сільська рада, секретар                                      |
| 10                                                      | Гукайло Галина Василівна         | 11.11.2010            | середня спеціальна | позапартійна                                  | відділення зв'язку, листоноша                                            |
| 12                                                      | Василіка Юлія Василівна          | 11.11.2010            | середня спеціальна | позапартійна                                  | Кулішівська сільська рада, головний бухгалтер                            |
| 13                                                      | Поченчук Іван Олексійович        | 11.11.2010            | середня спеціальна | член Всеукраїнського об'єднання «Батьківщина» | тимчасово не працює                                                      |
| 15                                                      | Бірюк Іван Федорович             | 11.11.2010            | середня спеціальна | позапартійний                                 | пенсіонер                                                                |